# Gasthaus zum Rössle (Biberach)

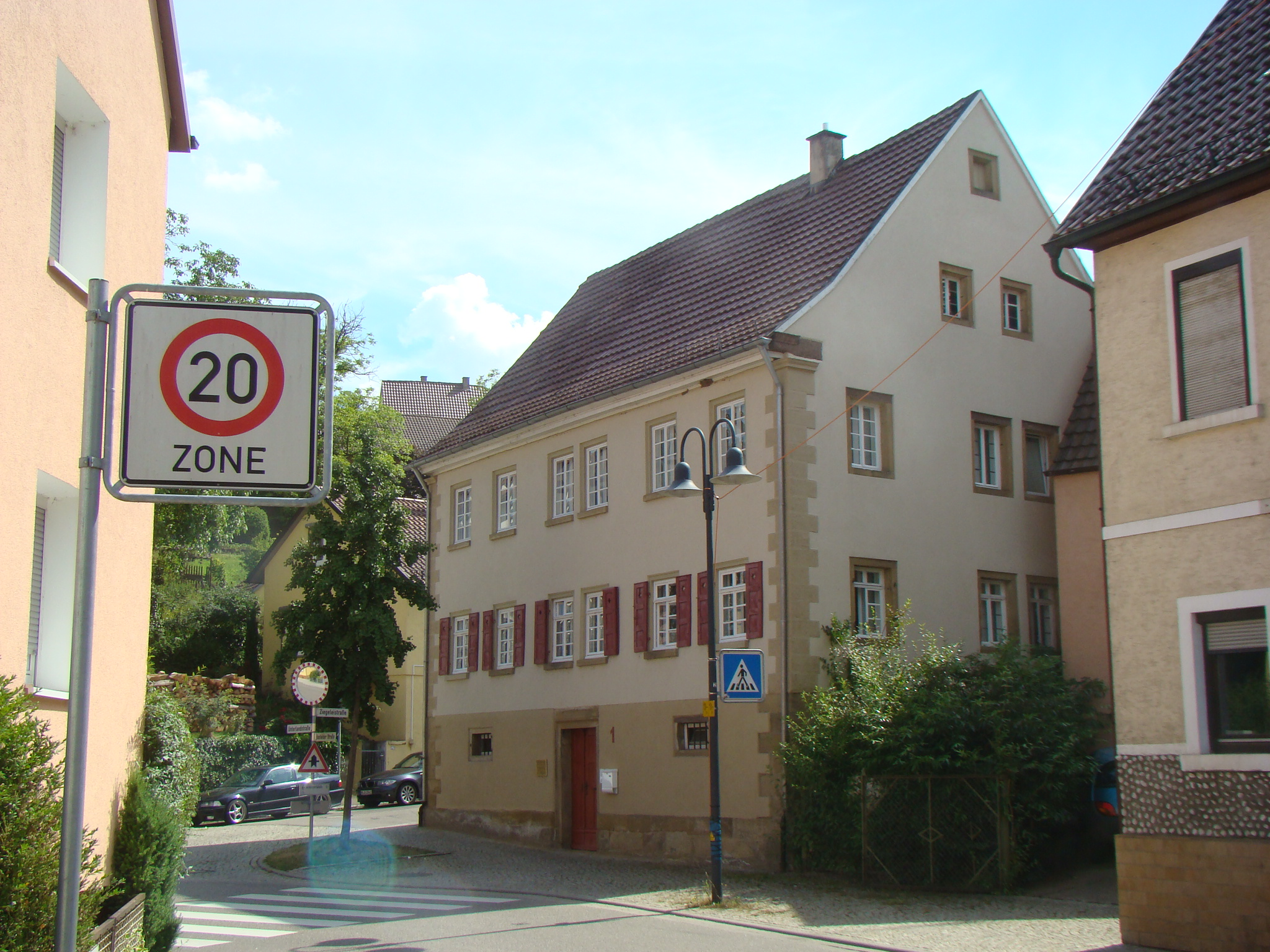
Gasthaus zum Rössle (Foto von 2015)

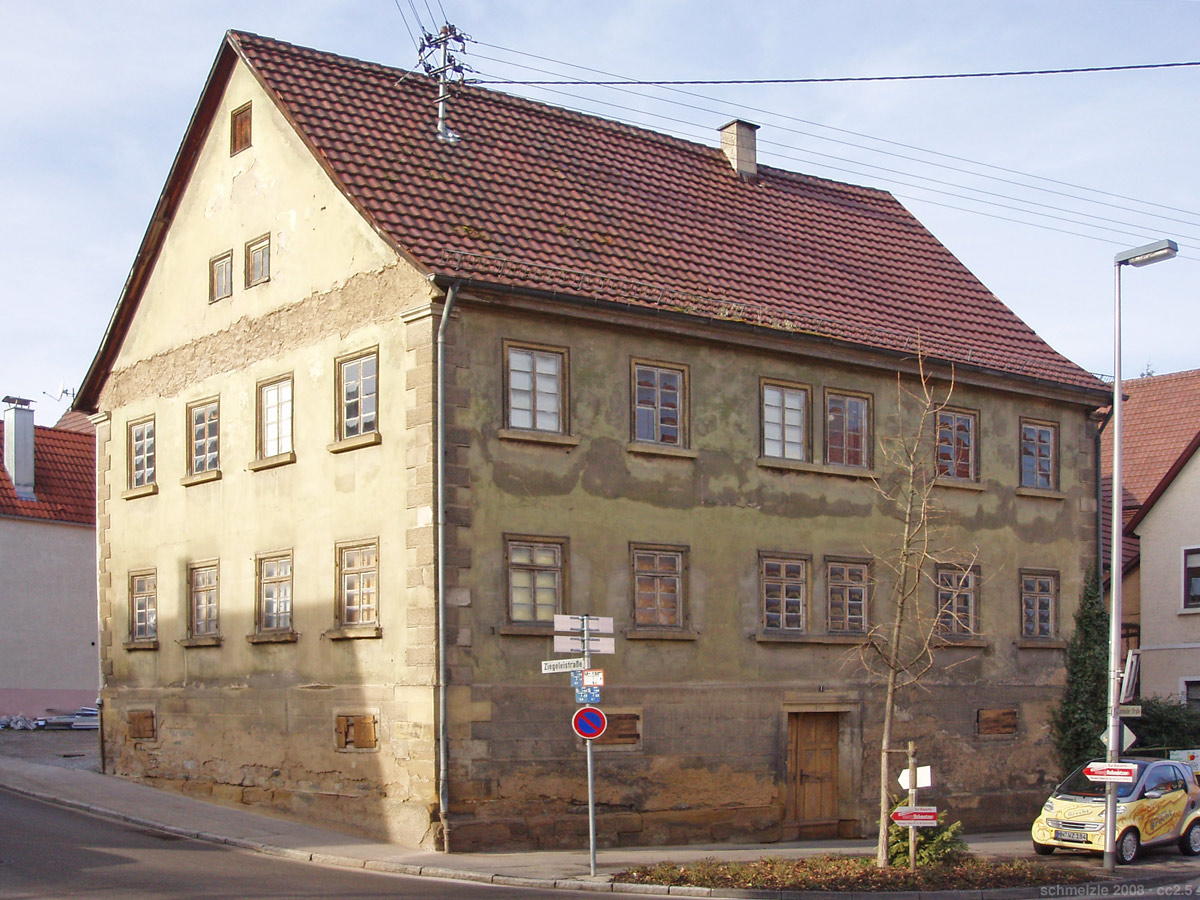
Gasthaus zum Rössle, Zustand vor Sanierung

Das  Gasthaus zum Rössle  ist ein privater Profanbau, der 1853 für Martin und Katharina Sinn errichtet wurde. Es befindet sich an der Bonfelder Straße 1 in Biberach, einem Stadtteil von Heilbronn. Das denkmalgeschützte Gebäude gilt als Kulturdenkmal.

## Beschreibung
Das klassizistische Gebäude aus dem Jahre 1853 ist ein zweigeschossiger verputzter Fachwerkbau, wobei das Haus im Stil des Klassizismus mit Gebäudekanten mit Eckquaderung geschmückt wurde. Bemerkenswert ist die Tür mit klassizistisch ornamentierten Türblättern, wobei sich über der Tür die Inschrift  18  Martin und Katharina Sinn  53  erhalten hat. An der Rückseite des Hauses befanden sich einst Kleintierställe.